# Paulusówka
Paulusówka (równ. Biała Willa, Willa Szypowskiego) – willa w Nowej Dębie w województwie podkarpackim wpisana do ewidencji zabytków gminy Nowa Dęba.

## Historia
Budynek powstał w latach 1936–1937 dla Jana Szypowskiego, kierownika Wytwórni Amunicji nr 3 w Nowej Dębie. Projektantem willi był Narcyz Szwedziński. Podczas niemieckiej okupacji zaczęto ją nazywać Paulusówką, ponieważ miał w niej gościć Friedrich Paulus.
Po II wojnie światowej w budynku mieszkali pracownicy zakładów metalowych. Mieściła się w nim również przychodnia lekarska, szkoła i przedszkole. Od 1993 roku w willi mieści się świetlica szkolna.

## Architektura
Budynek w stylu art déco, wybudowany na planie zbliżonym do kwadratu. 